# International Scientific Association for Probiotics and Prebiotics
L'International Scientific Association for Probiotics and Prebiotics o ISAPP  è una organizzazione senza scopo di lucro impegnata a far progredire la scienza dei probiotici e dei prebiotici. L'ISAPP partecipa a comunicazioni scritte e orali su base scientifica e risponde alle questioni scientifiche emergenti riguardanti probiotici e prebiotici. I mezzi principali attraverso i quali ISAPP raggiunge i propri obiettivi sono gli incontri annuali e le pubblicazioni di follow-up di quell'incontro.

## Storia
La ISAPP è stata pensata dal Prof. Glenn Gibson e la Dott.ssa Mary Ellen Sanders, al meeting del 2000 Fermented Foods and Health a New York, per creare un'associazione scientifica dedicata ai probiotici e ai prebiotici; allo scopo di creare un networking di scienziati ed esperti che si potessero confrontare sugli studi scientifici che erano in aumento in molti campi diversi come la microbiologia, la scienza alimentare, la biotecnologia, la genetica microbica, la gastroenterologia, la pediatria e la biochimica.
Nel febbraio 2002 l'ISAPP è stata costituita come organizzazione di servizio pubblico senza scopo di lucro con un consiglio di amministrazione interamente accademico e con finanziamenti e supporto logistico da parte di scienziati del settore. 
L'ISAPP è stata fondata ufficialmente come organizzazione no profit il 3 nell'agosto 2002. ISAPP ha tenuto 15 riunioni annuali su invito dal 2002 al 2017, alternando sedi in Europa e Nord America. 
L'ISAPP ha ospitato una riunione di registrazione aperta a Singapore nel 2018, la sua prima riunione in Asia.
Oltre 50 articoli sono stati pubblicati sotto gli auspici dell'ISAPP, in numerose riviste peer-reviewed. L'organizzazione ISAPP ha anche preparato linee guida per standard scientifici probiotici e prebiotici.
L'ISAPP è guidata da scienziati accademici che mantenendo un certo grado di separazione dall'industria; mentre i membri dell'industria supportano le attività dell'ISAPP, il consiglio accademico le dirige.

## Attività
Inoltre, ISAPP collabora con una serie di organizzazioni correlate (come l'American Gastroenterological Association, la World Gastroenterology Organization, la National Academies of Sciences, l'International Life Sciences Institute of Europe e ILSI-North America, l'Harvard Division of Nutrition, Food Chemicals Codex e il New York Academy of Sciences) su obiettivi comuni, come la sponsorizzazione di riunioni, la preparazione di linee guida per l'uso di probiotici e prebiotici o la preparazione di documenti di sintesi.
L'attività di ISAPP è condotta da un consiglio di amministrazione, composto da 10 scienziati accademici riconosciuti a livello mondiale. Inoltre, sono membri senza diritto di voto del consiglio un direttore esecutivo e un rappresentante dell'ISAPP Industry Advisory Committee (IAC). La sua fonte di reddito proviene da società le cui quote associative fanno guadagnare loro un posto nella IAC.
Tutte le attività di ISAPP sono incentrate sulla scienza, non sulla promozione di prodotti specifici. Gli scienziati del settore sono invitati a contribuire con le loro idee scientifiche e partecipare a conferenze, ma nessun gruppo o entità commerciale dirige l'ISAPP.

## Pubblicazioni
Un elenco completo degli articoli scritti dall'ISAPP, commissionati dall'organizzazione o prodotti dopo gli incontri annuali dell'ISAPP è disponibile sul sito web dell'ISAPP.
L'ISAPP gestisce anche un blog informativo sul sito Web ISAPP.
Articoli di consenso scientifico sono stati pubblicati dall'ISAPP sui probiotici,
sui prebiotici, 
sui simbionti,
sui cibi fermentati,
e sui postbiotici.